# Sonic hedgehog protein (SHH)
Sonic hedgehog protein sastavni je dio hedgehog signalnog puta te sudjeluje u brojnim ključnim procesima tijekom embrionalnog razvoja uključujući proliferaciju stanica, njihovu diferencijaciju, prostorno uređenje tkiva i razvoj organa.

## Struktura
Protein nastaje kao prekursor koji se auto proteolitički cijepa; N-terminalni dio je topiv i sadrži signalnu aktivnost, dok je C-terminalni dio uključen u obradu prekursora. Odnosno ima funkciju obrade N-terminalne domene.
Auto cijepanje C-terminalne domene daje 19 kDa N-terminalnu domenu. Ta se domena još modificira palmitoilacijom na N-terminusu te dodatkom kolesterola na C-terminalnu aminokiselinu. C-terminalni produkt kovalentno veže kolesterolski ostatak i nastaje zrela signalna molekula Shh-N. Ta molekula esencijalna je signalna molekula u hedgehog signalnom putu.
Struktura je otkrivena rendgenskom kristalografijom. Kristali su dobiveni metodom viseće kapi. Rasli u specifičnom mediju koji je sadržavao polietilen glikol, tris pH 7.0  i visoku koncentraciju MgCl2.  Za prikupljanje podataka korišteno je rendgensko fluorescentno skeniranje. Podaci su obrađeni pomoću phenix softvera.  Postignuta rezolucija bila je 1.43 Å, što je najveća prijavljena rezolucija za ovaj protein do 2019. godine.
Sastoji se od mješovite, šesterostruke β-ploče okružene s dvije glavne α- zavojnice, dvije kratke spirale te mnogobrojnim povezujućim petljama (loops) i zavojima.
Struktura sadrži i pseudo aktivno mjesto na koje se veže oktaedarski koordiniran ion cinka i tako stabilizira samu strukturu. Uz vezno mjesto za cink prisutno je i binuklearno mjesto na koje se vežu ioni kalcija. Umjesto kalcija na to vezno mjesto mogu se vezati i drugi ioni. Zabilježeno je vezanje magnezijevih iona što indicira na plastičnost ovog veznog mjesta.
Vezna mjesta za ove ione smještena su tako da se izvanstanične molekule mogu lako vezati. Ispravno vezanje proteina i sudjelovanje dvovalentnih iona oblikuje interakcije I modulira signaliziranje.

## Funkcija
Signalni put SHH ima jako važnu ulogu tijekom embrionalnog razvoja kralježnjaka. Bitan je za organogenezu gotovo svih organa kod sisavaca, kao i za regeneraciju i homeostazu. SHH je jedan od najvažnijih morfogena, odnosno signalnih molekula koje određuju sudbinu stanica u organizmu koji se razvija te tako utječu na to u što će se stanice diferencirati tijekom razvoja organizma. Neke od ključnih uloga ovog proteina su formiranje neuralne cijevi, pluća, jetre i drugih organa, kao i razvoj udova te regulacija ponašanja matičnih stanica. Osim navedenoga, također ima važnu ulogu u regeneraciji i popravku tkiva nakon ozljede.
Kada je riječ o razvoju mozga, posebno je važna regulacija ekspresije SHH gena pomoću pojačivačke regije SBE7. Ova regija omogućuje preciznu kontrolu nad ekspresijom SHH proteina što je iznimno važno za pravilno oblikovanje lica i lubanje.
U razvoju jetre, SHH je potreban za specifikaciju hepatocita tijekom embrionalnog razvoja, dok je u jetri odrasle osobe ovaj protein neaktivan. Ponovno se aktivira tek prilikom nekog ozbiljnog oštećenja jetre, čime značajno doprinosi regeneraciji jetrenog tkiva.
Važno je istaknuti da se signal SHH signalnog puta prenosi putem primarnog cilija, odnosno male strukture na površini stanica koja je ključna za prijenos signala.

### SHH signalni put
SHH se izlučuje na mjestima s organizacijskom aktivnošću, primjerice u notokordu i prekordalnom mezodermu i tako sudjeluje u oblikovanju neuralne cijevi, dok se u razvoju udova SHH izlučuje iz stanica u zoni polarizirajuće aktivnosti i na taj način sudjeluje u razvoju udova. Nakon lučenja, SHH protein transportira se do endoplazmatskog retikuluma i Golgijevog aparata gdje se cijepa i modificira vezanjem palmitata i kolesterola na krajeve proteina. Zbog ovih lipidnih modifikacija, SHH ostaje usidren u membranu. Međutim, uz pomoć proteina DISP1 SHH se izdvaja iz membrane i pomoću drugog proteina, SCUBE2 prenosi se do ciljnih stanica.
Nakon dolaska do ciljnih stanica, moguća su dva signalna puta kojima ovaj protein djeluje:
- kanonski
- nekanonski signalni put

Kanonski put posredovan je GLI transkripcijskim faktorima, PTCH1 i SMO transmembranskim receptorima. Naime, u odsutnosti SHH liganda, PTCH1 inhibira aktivnost SMO te dolazi do fosforilacije GLI transkripcijskih faktora, njihove razgradnje u proteasomu i nemogućnosti početka transkripcije. Kada se SHH veže na PTCH1 receptor, inaktivira se njegovo inhibicijsko djelovanje na SMO, blokira se fosforilacija i GLI transkripcijski faktori postaju aktivatori transkripcije.
Nekanonski signalni put odvija se neovisno o GLI transkipcijskim faktorima, ali također može biti neovisan i o SMO receptoru. Kada je riječ o GLI neovisnom putu, na taj način dolazi do modulacije kalcija i promjena u citoskeletu, a kod SMO neovisnog puta dolazi do povećane proliferacije i preživljavanja stanica zbog toga što signalni put uključuje ciklin B koji ima ključnu ulogu u regulaciji staničnog ciklusa.

## Bolesti
Sonic Hedgehog protein povezan je s različitim bolestima, uključujući tumore, neurološke poremećaje i fibrozne bolesti.

### Tumori
SHH doprinosi razvoju tumora putem aberantne aktivacije koju uzrokuju mutacije u signalnim molekulama, kao što je SMO. Konstitutivna aktivacija ovog signalnog puta potiče preživljavanje, proliferaciju i metastaziranje tumorskih stanica. Najčešće vrste tumora koje se povezuju s ovim signalnim putom su: bazocelularni karcinomi, meduloblastom, karcinom gušterače, dojke, pluća i prostate.

### Neurološki poremećaji
S obzirom na to da SHH signalni put ima ključnu ulogu u razvoju živčanog sustava, njegova disregulacija dovodi do nastanka različitih poremećaja, uključujući holoprosencefaliju, urođenu manu koja nastaje prilikom nepravilne podjele prednjeg dijela mozga. Osim toga, nepravilna SHH signalizacija može ubrzati neurodegeneraciju te uzrokovati poremećaje u sinaptičkoj funkciji.

### Fibrozne bolesti
SHH signalizacija potiče aktivaciju, migraciju i diferencijaciju fibroblasta u miofibroblaste, stanice koje proizvode velike količine komponenata izvanstaničnog matriksa, što doprinosi nastanku ožiljkastog tkiva. Također, SHH povećava otpornost fibroblasta na apoptozu. Zbog toga SHH ima značajnu ulogu u fibroznim bolestima, posebice u organima kao što su jetra, pluća i bubrezi.

### Terapijski pristupi
Terapijski pristupi uključuju SMO i GLI inhibitore te neutralizirajuća antitijela koja se vežu za SHH ligand i blokiraju njegovo vezanje za receptor. Glavni problemi u ovim pristupima su otpornost nekih tumora na lijekove i neželjeni učinci do kojih dolazi zbog njihove neselektivnosti.

## Povijest
SHH je prvi put otkriven u vrsti Drosophila melanogaster, a ubrzo nakon toga pronađeni su njegovi homologni oblici u kralježnjacima. Dok Drosophila melanogaster ima jedan hedgehog gen, sisavci imaju tri gena koji se nazivaju Sonic hedgehog, Indian Hedgehog i Desert Hedgehog. „Hog“ domena, ključna za funkciju Hedgehog proteina, evolucijski je vrlo stara, što ukazuje na njenu ulogu u ranim razvojnim procesima. S druge strane, „hedge“ domena je evoluirala kasnije te je ograničena na organizme poput spužvi. Kombinacijom ove dvije domene u jednom proteinu; Hedgehog proteinu, rezultirala je ključnim signalnim proteinima za razvoj višestaničnih organizama. Struktura SHH je visoko konzervirana među vrstama, no mehanizmi signalizacije mogu se značajno razlikovati.